# Gustaf Ewald
Gustaf Evald Ewald, född Gustafsson, 30 mars 1884 på gården Grimstorp i Hudene socken, död 18 april 1976 i Alingsås, var en svensk fotograf, journalist och hembygdsforskare.

## Biografi
Ewald var äldste sonen till lantbrukaren Gustaf Andersson och dennes hustru Kristina. Som fjortonåring fick han sin första artikel publicerad i Elfsborgs Läns Tidning och som nittonåring började han resa runt i bygderna och fotografera, samtidigt som han skaffade material till artiklar, som publicerades i ortspressen, bland annat under de stående rubrikerna Bref från Gäsene och En lantmans vedermödor. Efter att ha verkat som kringresande fotograf i nästan tio år, öppnade han 1913 "Ewalds Fotografiateljé" i ett nybyggt hus, som han själv hade ritat i Herrljunga. Då han 1915 erbjöds och fick anställning som chefredaktör för Elfsborgs Nyheter i Alingsås, arrenderades ateljén först ut för att senare säljas. År 1920 köpte han tidningen med tryckeri och kvarstod som redaktör och ansvarig utgivare fram till 1924.
Sedan tidningen sålts var Ewald fri att ge sig ut på forskningsresor i Västergötland, som finansierades genom honorar för publicerade artiklar. Efter några år hade han tagit hundratals foton, som möjliggjorde utgivandet av tre omfattande bildverk åren 1926-1930. Han besökte även andra delar av Sverige och erbjöd illustrerade manus till olika lokaltidningar, som ofta publicerades under rubriken Strövtåg i svenska bygder. De utgavs även i bokverket Hembygsbiblioteket 1934.      
Ewalds kunskaper om fornlämningar ledde till engagemang som medarbetare vid Riksantikvarieämbetet under sjutton år och Nordiska museet anlitade Ewald som meddelare och besvarare av museets frågelistor.
En gammal idé om att starta en hembygdstidning för hela Västergötland, förverkligade Ewald 1946, då första numret av Västgötabygden kom ut. Han kvarstod som redaktör fram till 1956, även om ansvaret för tidskriften tidigare övertagits av Västergötlands hembygdsförbund.
Ett graverat frimärke med motivet ljusstöpning efter ett foto av Ewald utkom till julen 1977.  

## Arkiverade foton
Ewalds foton finns bland annat i följande arkiv
- Alingsås museum: 700 negativ och 2100 kopior
- Borås museum: 225 negativ och 550 kopior
- Nordiska museet: 220 negativ och 35 kopior
- Riksantikvarieämbetet: 1480 negativ
- Vänersborgs museum: 349 negativ och 420 kopior
- Västergötlands museum: 1900 negativ

## Utmärkelser
- Illis quorum
- Västergötlands fornminnesmedalj
- Svenska naturskyddsföreningens silvermedalj
- Västergötlands hembygdsförbunds diplom